# Аз-буки
Национално издателство „Аз-буки“ към Министерството на образованието и науката функционира съгласно чл. 51 от Закона за предучилищното и училищно образование (в сила от 1.08.2016 г.). То издава българския национален седмичник за образование и наука „Аз-буки“ и 9 научни списания. Изданията се ползват от учители, университетски преподаватели, учени, специалисти в различни области, представители на български общности в чужбина.
Директор на издателство „Аз-буки“ е Емил Спахийски.

## История на вестник „Аз-буки“
Вестник „Аз-буки“ е правоприемник на първото официално издание на Министерството на просвещението по проблемите на образованието – „Училищен преглед“. Първият му брой излиза на 10 април 1891 г. Концепцията на вестника е идентична с тази на „Училищен преглед“. През януари 1896 г. тогавашният министър на просвещението Константин Величков в специален доклад до княз Фердинанд моли за неговата благословия, за да се появи на бял свят изданието. Така се поставят основите на официалните издания на Министерството на просвещението. Основната цел е да бъде в полза на държавната политика в областта на две така важни за обществото и страната области – образованието и науката.
Съвременният вестник „Аз-буки“ се разпространява с абонамент в страната и зад граница.
Изданието има за цел да представя актуална информация за най-важните теми от сферата на образованието и науката в България и по света. Сред основните рубрики са „Академична мреж@“, „Маршрути“, „Красив ум“, „Столицата“, „Региони“, „Ние по света“, „Събеседник“, „Извън програмата“, „Verba Magistri“.

## Научни списания
Специализираните списания на издателство „Аз-буки“ публикуват текстове с научна стойност на български и английски език – задължителни публикации за специализанти, докторанти, за клас-квалификации, научни изследвания, добри практики и критики на изследователи и преподаватели. Техни автори са учени, училищни и университетски преподаватели от цялата страна.
Научните списания излизат в общ тираж близо 31 000. Те се разпространяват в цял свят.
Във всяка от редколегиите участват чуждестранни учени и е въведена системата на анонимното рецензиране. От началото на 2018 г. седем от деветте списания са индексирани и реферирани в световната наукометрична база Web of Science, която обхваща над 90 милиона публикации от цял свят. Списанията са представени още в научните бази като The Philosopher's Index, ERIH PLUS, Central and Eastern European Online Library (CEEOL), EBSCOhost, Google Scholar, RSCI, Primo (Ex Libris), Summon (ProQuest).
- Български език и литература – представя текстове с методическа проблематика и актуални за училищното учебно съдържание лингвистични и литературоведски изследвания. Списанието се индексира, реферира, представя в Web of Science (Q4 of JCI), ERIH PLUS, RSCI и други.
- Стратегии на образователната и научната политика – публикува научни анализи и парадигми за развитието на българското образование в европейски контекст, представя визии на Министерството на образованието и науката, разпространява и интерпретира взетите решения в тази област. Списанието се индексира, реферира, представя в Web of Science (Q4 of JCI), Philosopher's Index, ERIH PLUS, RSCI, CEEOL и други.
- Педагогика – търси отговор на въпроси, свързани с потребностите и интересите на подрастващите, с техните възпитание и обучение, с актуалните проблеми, пред които се изправят преподавателите в средното и висше образование. Списанието се индексира, реферира, представя в Web of Science (Q4 of JCI), RSCI, CEEOL, ERIH PLUS и други.
- Професионално образование – представя модерната визия за съвременното професионално и гражданско образование, продължаващото обучение и общоевропейската визия за учене през целия живот. Списанието се индексира, реферира, представя в ERIH PLUS, RSCI, CEEOL, EBSCOHost, Google Scholar и други.
- Чуждоезиково обучение – публикува статии и изследвания за класическия и модерен период на различни езици и култури, както и дейността по преподаването им. Приема статии на основните европейски езици. Списанието се индексира, реферира, представя в Web of Science (Q3 of JCI), ERIH PLUS, RSCI, CEEOL и други.
- Философия – акцентира върху динамиката в развитието на разнообразни научни дисциплини и реалностите на възприемането им в съвременния глобален свят. Списанието се индексира, реферира, представя в Web of Science (Q4 of JCI), Philosopher's Index, ERIH PLUS, RSCI, CEEOL и други.
- Математика и информатика – публикува текстове, свързани с образованието по математически дисциплини и информатика и отразява актуални постижения на български представители в състезания по тях.[1] Списанието се индексира, реферира, представя в Web of Science (Q4 of JCI), ERIH PLUS, RSCI, CEEOL и други.
- История – публикува текстове от различни области на историческото познание, обучението по история в училището и университета, както и такива, които могат да се ползват от хора със засилен интерес към историята. Списанието се индексира, реферира, представя в Web of Science (Q4 of JCI), ERIH PLUS, RSCI, CEEOL и други.
- Обучение по природни науки и върхови технологии – списание, посветено на природните научни дисциплини – астрономия, биология, география, физика, химия. Публикува статии и изследвания за особеностите на обучение и развитието на природните науки. Списанието се индексира, реферира, представя в EBSCOHost, CEEOL, RSCI и други.

## Проекти
Национално издателство „Аз-буки“ се стреми да достигне до все повече читатели и автори в България и в чужбина. Сред партньорите му са фонд „Научни изследвания“, Държавната агенция за българите в чужбина, Фондация „Старт“, Столична община, Асоциация на българските училища в чужбина, български и чуждестранни университети.
Важна част от работата си издателството осъществява заедно с международни партньори. Сред инициативите на НИОН „Аз-буки“ е „Не-Познати в София“ за възстановяване на паметника на връх Половрак, планина Лозен. Издателството е активен участник и в редица обществени инициативи, свързани с развитие на образованието, представяне на успехите на българската наука и младежките дейности.

## Признания и награди
Издателство „Аз-буки“ е получило редица грамоти и награди от Министерския съвет, други правителствени и неправителствени институции, както и почетни адреси от министър-председателя на Република България на годишнини, свързани с българските писменост, култура и история.